# 이시카와 나오키
이시카와 나오키(일본어: 石川 直樹, 1985년 9월 13일 ~ )는 일본의 전 축구 선수이다.

## 구단 경력
그는 2004년부터 2020년까지 J리그의 가시와 레이솔, 홋카이도 콘사돌레 삿포로, 알비렉스 니가타, 베갈타 센다이에서 활동하였다.